# Carnival Inspiration
 (juillet 2010).
Le Carnival Inspiration est un bateau de croisière appartenant à la compagnie de croisière Carnival Cruise Lines.
Le Carnival Inspiration est le 5e bateau de la classe Fantasy, de la société Carnival Cruise Lines.
Il a officiellement été mis en service en 1996.
Ce bateau fut restauré en 2007, à la suite de son programme evolution of fun, qui a pour but la rénovation des huit navires de la classe Fantasy de la compagnie Carnival Cruise Lines.
En 2020, à la suite de la crise du Covid-19, Carnival décide d'envoyer le navire à la démolition en Turquie, au côté du Carnival Fantasy.

## Description
Le Carnival Inspiration possède 10 ponts :
- Pont 1 - Riviera
- Pont 2 - Main
- Pont 3 - Upper
- Pont 4 - Empress
- Pont 5 - Atlantic
- Pont 6 - Promenade
- Pont 7 - Lido
- Pont 8 - Veranda
- Pont 9 - Sport
- Pont 10 - Sun

Il dispose de 14 ascenseurs, 12 bars, 3 piscines, 2 restaurants, garde d'enfants, service blanchisserie, location de smoking, internet café, 6 jacuzzis, Infirmerie et service postal.
À l'intérieur des suites, différents services sont fournis, tel que : service de chambre, mini-bar, télévision, réfrigérateur et coffre-fort.
Les activités à bord sont nombreuses : comédie spectacles, casino, discothèque, piano-bar, salle de jeux, librairie, bibliothèque, sports et conditionnement physique, spa / salon de fitness, ping-pong, jeu de palet, aérobic, jogging, piscine, basket-ball, volley-ball et golf.

## Ponts

### Pont 1 - Riviera
Le pont "Riviera" est essentiellement constitué de cabines réparties comme suit :
- 152 des cabines de ce pont sont situées à l'extérieur :

18 disposent de vue sur l'extérieur grâce à un hublot et sont situées à l'avant du navire (En jaune sur l'image),
52 cabine disposent de vue sur mer, et sont situées à l'avant et à l'arrière du navire, (En mauve sur l'image),
82 disposent de vue sur mer et sont situées au centre du navire, (En bleu sur l'image).
- 104 à l'intérieur :

57 cabines sont situées au centre du navire, (En vert sur l'image),
57 cabines sont situées entre l'avant et l'arrière du navire. (En marron sur l'image).
Soit un total 256 cabines pour le pont "Riviera", elles sont numérotées de R1 à R256.

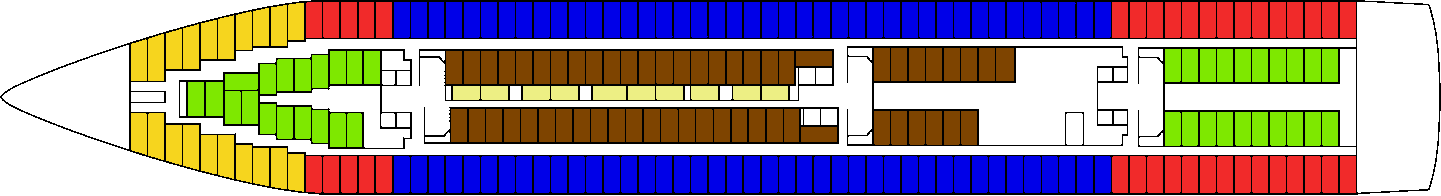
Le pont riviera du Carnival Inspiration

### Pont 2 - Main
Le pont 2 est également constitué de cabines

### Pont 3 - Upper
Le pont 3 est également constitué de cabines

### Pont 4 - Empress
Le pont 4 est constitué de :
- - Grand Atrium Plaza
- - Café Internet
- - Réception
- - Bureau des excursions
- - Galerie Photos

### Pont 5 - Atlantic
Le pont Atlantic est constitué de :
- - Théâtre Universe
- - Boutiques
- - Salles de Cartes
- - Cleopatra's Bar
- - Pavillion Room
- - Restaurant Celebration
- - Restaurant Jubilee

### Pont 6 - Promedade
Le pont 6 est lui constitué de :
- - Théâtre Universe
- - Video Arcade
- - Sushi Bar
- - Casino Club 21
- - 21st Century Bar
- - Via Marina Promenade
- - Cats Lounge
- - Discothèque Electricity
- - Salle de Conférences
- - Majestic Bar
- - Clubs enfants
- - The Forum, centre de conférences
- - Piscine enfants

### Pont 7 - Lido
Ce pont est constitué de :
- - The Patio
- - Pool Bar & Snack Bar
- - Piscine & Jacuzzis
- - Restaurant Buffet Windows on the Sea
- - Pizzeria

### Pont 8 - Veranda
Le pont Veranda est constitué de :
- - Piscine
- - Pool Bar

### Pont 9 - Sport
Le pont 9 est constitué de :
- - Centre Fitness
- - Spa & Salon de Beauté

### Pont 10 - Sun
Le pont 10 est constitué d'un parcours de jogging.

## Changement d'itinéraire
En raison de l'épidémie de grippe mexicaine (Influenzavirus A sous-type H1N1) d'avril 2009, le Carnival Inspiration fut contraint de changer d'itinéraire :
- L'escale prévu à Cozumel le 30 avril 2009 fut modifier pour devenir escale à Grand Cayman.